# قرمبالیه
قرمبالیه (به عربی: قرمبالیة) یک منطقهٔ مسکونی در تونس است که در استان نابل واقع شده‌است. قرمبالیه ۲۴٬۳۳۶ نفر جمعیت دارد.

## خواهرخوانده
شهر چیسترنا دی لاتینا خواهرخواندهٔ قرمبالیه هست.